# Valka
Valka (pronúnciaⓘ) é uma cidade no norte da Letónia, na fronteira com a Estónia.
Valka e a cidade estoniana de Valga são gêmeas, separadas pela fronteira entre os dois países mas usando o slogan "Uma Cidade, Dois Estados". A fronteira foi demarcada em 1920 por um júri internacional liderado pelo coronel britânico Stephen George Tallents. Com a expansão do Acordo de Schengen e a abolição da fronteira em 2007, foi anunciado que o transporte público estava estabelecido entre as duas cidades. Todos os pontos de passagem fronteiriços foram removidos e estradas foram abertas.

## História
A cidade de Walk (em alemão) foi citada pela primeira vez em 1286 e em 1419 foi a sede do Landtag da Confederação da Livônia. Os direitos da cidade foram garantidos pelo rei da Polónia István Báthory em 1584. No entanto, a cidade ganhou importância apenas no final do século XIX, quando Seminário Vidzeme estava funcionando na cidade.
Em 15 de novembro de 1918 a decisão de proclamar a independência da República da Letónia foi feita em Valka. A bandeira do país foi levantada pela primeira vez nesta cidade. Em 1 de julho de 1920 a cidade foi dividida entre os recém-criados estados letão e estoniano.

## Educação
Existe uma escola primária e um ginásio em Valka. A Universidade da Letónia tem uma sucursal aqui. O Instituto da Letónia-Estónia também ofecere educação.

## Pessoas notáveis de Valka
- Jānis Cimze
- Aigars Fadejevs
- Roberts Ķīlis

## Cidades-irmãs
- Valga, Estônia
- Tornio, Finlândia
- Haparanda, Suécia
- Aleksandrów Kujawski, Polônia
- Pskov, Rússia